# 清肺排毒湯
清肺排毒湯（せいはいはいどくとう、中: 清肺排毒汤、英: Qingfei Paidu decoction、略称: QFPDD、QFPD、QPD）は、中国国家中医薬管理局が新型コロナウイルス対策として開発し、症状改善効果があると発表した中医薬である。予防効果はないと中国国家中医薬管理局は記載している。
これまでにいくつかの研究結果が報告されているが、これらは対照群を置かない後ろ向き観察研究で、軽症例・中等症は自然経過でも治る患者が多い事を考えると、清肺排毒湯が新型コロナウイルス感染症の症状改善に効果があると判断するための科学的根拠の信頼性の度合（エビデンスレベル）は低い。
中国では中医学の推進は国是といえ、批判が許されない。中国共産党総書記習近平はコロナ禍でも「中医学と西洋医学の融合」を訴えている。2020年4月、湖北省のある医師が、中国政府が推奨する中医薬を使ったCOVID-19の治療法を科学的根拠に基づいたものではないとインターネット上に投稿したところ、問責を受けて管理職からの降格処分を受けた。

## 概要
2020年2月17日に、中国政府機関の一部門である中国国家中医薬管理局は、新型コロナ対策として清肺排毒湯を発表した。それらによると、10省57指定医療機関にて701例を臨床し、130例が治療し退院、268例が改善が見受けられ、212例は悪化進行が止まり症状安定していると報じている。その内351症例が詳しく分析され、内112人の患者の体温は37.3 °Cを超えていたものが、服用で51.8%の患者が常温に戻り、咳症状214人の内席症状改善が短期服用にて46.7%が改善と報じている。
効果100%ではないものの、およそ半数以上の改善がみられることから、中国国家衛生健康委員会は2月6日に管理局と共同で清肺排毒湯の使用推奨の通達を全国に発した。

## 内容
これらは、張仲景（150年代 - 219年）が著した伝染病に効くとされる漢方薬の処方書傷寒論に記載されていた処方などを基にしている。日本の漢方でも知られる麻杏甘石湯、射干麻黄湯（ヤカンマオウトウ）、小柴胡湯、五苓散らの漢方薬を混ぜて新しく作った（原文には融合创新〔融合創新〕とある）ものである。
基礎方剤は、麻黄9 g、炙甘草6 g、杏仁9 g、生石膏15 - 30 g（先煎）、桂枝9 g、沢瀉9 g、猪苓9 g、白朮9 g、茯苓15 g、柴胡16 g、黄岑6 g、姜半夏9 g、生姜9 g、紫苑9 g、冬花9 g、射干9 g、細辛6 g、山薬12 g、枳実6 g、陳皮6 g、霍香9 g、と中国国家中医薬管理局のサイトには掲載してある。
なお、予防効果はないと中国国家中医薬管理局は記載している。
処方の一部例: 500 mgを朝晩の2回を食後40分に、煎じて飲用する
日本では清肺排毒湯としてのエキス製剤はない。代わりに麻杏甘石湯、胃苓湯、小柴胡湯加桔梗石膏の3剤を同時に服用するかたちで、他のエキス製剤を組み合わせによって同等品を作ることができる。

## 利用状態

### 武漢
この処方については台湾でも報道され、それらによると、武漢で患者の80%に処方されたとされている。

### 香港
香港では培力控股有限公司 (PuraPharm) が受託生産を契約し量産体制を整えつつある。